# Список замков Абердиншира
Ниже представлен список замков в округе Абердиншир, Шотландия.
| Название                                          | Тип                       | Дата постройки | Состояние           | Изображение | Владение                               | Примечания |
| ------------------------------------------------- | ------------------------- | -------------- | ------------------- | ----------- | -------------------------------------- | --- |
| Замок Абергелди (англ. Abergeldie Castle)         | рыцарская башня           | ок. 1550       | сохранился          |             | Клан Гордон                            | Сдавался в аренду Британской королевской семье в 1848—1970 годах. |
| Замок Окенхоув (англ. Auchenhove Castle)          | неизвестно                | XVI в.         | фрагментарные руины |             |                                        | Сожжён армией герцога Камберлендского во время Восстания якобитов 1745 года. |
| Замок Банф (англ. Banff Castle)                   | неизвестно                | XII в.         | не сохранился       |             |                                        | Снесён в 1750 году; на этом месте архитектором Джоном Адамом был построен одноимённый особняк (на фото). |
| Замок Балморал (англ. Balmoral Castle)            | стиль шотландских баронов | 1856           | сохранился          |             | частная резиденция британских монархов | Выстроен на месте замка XV века. |
| Замок Балкхейн (англ. Balquhain Castle)           | рыцарская башня           | XIV в.         | руины               |             | частная собственность                  | Замок посещала Мария Стюарт. |
| Замок Бирс (англ. Birse Castle)                   | стиль шотландских баронов | 1911           | перестроен          |             | частная собственность                  | Рыцарская башня построена кланом Гордон в лесу Бирс в 1585 году. На месте руин выстроен особняк в 1911 году. |
| Замок Богни (англ. Bognie Castle)                 | рыцарская башня           | 1660-е         | руины               |             | частная собственность                  | Также известен как замок Конзи. |
| Замок Бремар (англ. Braemar Castle)               | рыцарская башня           | XVII в.        | сохранился          |             | Клан Фаркуарсон                        | Управляется компанией Braemar Community Ltd. |
| Замок Кэрнбалг (англ. Cairnbulg Castle)           | замок                     | XIV в.         | восстановлен        |             | Леди Салтон                            | Восстановлен в XIX веке после пожара. Также известен как замок Филорт. |
| Замок Клуни (англ. Cluny Castle)                  | замок                     | ок. 1604       | сохранился          |             | Барон Клуни                            | Включает обширные дополнения, внесённые архитектором Джоном Смитом 1820 году. |
| Замок Клуни Крайтон (англ. Cluny Crichton Castle) | рыцарская башня           | 1666           | руины               |             |                                        | Каменная кладка частично разобрана для строительства близлежащих усадеб. |
| Замок Кобарди (англ. Cobairdy Castle)             | рыцарская башня           | XVI в.         | не сохранился       |             |                                        | Изначально принадлежал клану Мюррей. В XIX веке на этом месте построили двухэтажный особняк. |
| Замок Коргарф (англ. Corgarff Castle)             | рыцарская башня           | ок. 1550       | сохранился          |             | Агентство «Историческая Шотландия»     | Отстроен в XVIII веке. |
| Замок Корс (англ. Corse Castle)                   | замок                     | XVI в.         | руины               |             |                                        | Построен кланом Форбс. Пришёл в упадок в XIX веке. |
| Замок Кулл (англ. Coull Castle)                   | замок                     | XIII в.        | фрагментарные руины |             |                                        | Пришёл в упадок во второй половине XVII века. |
| Замок Крейгивар (англ. Craigievar Castle)         | Стиль шотландских баронов | 1626           | сохранился          |             | Национальный фонд Шотландии            | Во время Первой мировой войны здесь размещался госпиталь для раненых бельгийских солдат. |
| Замок Крейгстон (англ. Craigston Castle)          | рыцарская башня           | 1607           | сохранился          |             | Клан Эркарт                            | Продан Эркартами в 1657 году, но выкуплен обратно в 1739 году капитаном Джоном Эркартом, правнуком основателя замка. |
| Замок Кратис (англ. Crathes Castle)               | рыцарская башня           | 1596           | сохранился          |             | Национальный фонд Шотландии            | Родовой замок клана Барнетт из Лейса; в 1951 году передан во владение Национальному фонду Шотландии. |
| Замок Ди (англ. Dee Castle)                       | рыцарская башня           | XV в.          | не сохранился       |             |                                        | Вероятно был построен кланом Гордон. |
| Замок Делгати (англ. Delgatie Castle)             | рыцарская башня           | 1579           | сохранился          |             | Фонд замка Делгати                     | На этом месте находился более ранний замок с 1030 года. В замке останавливалась Мария Стюарт в 1562 году. |
| Замок Драм (англ. Drum Castle)                    | рыцарская башня           | XIII в.        | сохранился          |             | Национальный фонд Шотландии            | В XVI веке был значительно расширен. |
| Замок Драмтоксти (англ. Drumtochty Castle)        | особняк в виде замка      | 1812           | сохранился          |             | частная собственность                  | Во время Второй мировой войны куплен норвежским правительством в изгнании и использовался как школа-интернат для норвежских детей-беженцев.                                                                                    |
| Замок Дандарг (англ. Dundarg Castle)              | рыцарская башня           | XIV в.         | руины               |             | частная собственность                  | Изначальный замок построен кланом Комин в XIII веке, но разрушен Робертом Брюсом в 1308 году. Руины были вписаны в особняк в 1938 году.                                                                                        |
| Замок Даннидир (англ. Dunnideer Castle)           | рыцарская башня           | ок. 1260       | руины               |             |                                        | Имел рыцарский зал и несколько этажей. |
| Замок Данноттар (англ. Castle)                    | четырёхугольный замок     | XVI в.         | руины               |             | частная собственность                  | Владение клана Кейт, родовой замок графа Маришаль. Пришёл в упадок после Восстания якобитов 1715 года. Руины отреставрированы в XX веке; доступ открыт для публики.                                                            |
| Замок Иден (англ. Eden Castle)                    | рыцарская башня           | 1577           | руины               |             | частная собственность                  | Построен семьёй Мелдрам, отремонтирован в 1676 году. |
| Замок Эсслемонт (англ. Esslemont Castle)          | рыцарская башня           | XVI в.         | руины               |             | частная собственность                  | Использовался до 1769 года, последние владельцы — клан Гордон. |
| Замок Фаск (англ. Fasque Castle)                  | стиль шотландских баронов | 1809           | сохранился          |             | частная собственность                  | В 1829 году куплен сэром Джоном Гладстоном, отцом Уильяма Гладстона, будущего премьер-министра Великобритании. Также известен как Фаск-хаус.                                                                                   |
| Замок Феддерейт (англ. Fedderate Castle)          | рыцарская башня           | ок. 1474       | руины               |             |                                        | Построен Кроуфордами на месте замка середины XIII века; расширен в 1519 году. |
| Замок Феттерессо (англ. Fetteresso Castle)        | особняк в виде замка      | 1761           | сохранился          |             | частная собственность                  | Изначально рыцарская башня XIV века. Ныне в здании располагаются квартиры. |
| Замок Финлейтер (англ. Findlater Castle)          | четырёхугольный замок     | XIV в.         | руины               |             | частная собственность                  | Первое упоминание замка на этом месте относится к 1246 году. Сохранившиеся руины датируются XIV веком. |
| Замок Фордайс (англ. Fordyce Castle)              | замок                     | 1592           | сохранился          |             | частная собственность                  | Построен кланом Мензис, в 1700 году расширен. |
| Замок Форбс (англ. Castle Forbes)                 | стиль шотландских баронов | 1815           | сохранился          |             | Клан Форбс                             | Частная резиденция; частично открыт для постояльцев. |
| Замок Фрейзер (англ. Castle Fraser)               | рыцарская башня           | 1636           | сохранился          |             | Национальный фонд Шотландии            | Построен кланом Фрейзер, реконструирован в середине XIX века. В замке располагается музей. |
| Замок Файви (англ. Fyvie Castle)                  | рыцарская башня           | XIII в.        | сохранился          |             | Национальный фонд Шотландии            | Бо́льшая часть нынешнего замка (включая торхаус) была построена с конца XIV века до конца XVI века. |
| Замок Хартхилл (англ. Harthill Castle)            | особняк в виде замка      | XVII в.        | восстановлен        |             | частная собственность                  | Построен кланом Лейт; после пожара приобретён кланом Эрскин. Восстановлен в 1970-х годах. |
| Замок Хаттон (англ. Hatton Castle)                | особняк в виде замка      | 1814           | сохранился          |             | частная собственность                  | Особняк начала XIX века включает более ранний замок. |
| Замок Гартли (англ. Gartly Castle)                | рыцарская башня           | XV в.          | не сохранился       |             |                                        | Построен кланом Баркли. Руины снесены в 1975 году. |
| Замок Гленбахат (англ. Glenbuchat Castle)         | рыцарская башня           | 1590           | руины               |             | Агентство «Историческая Шотландия»     | Построен кланом Гордон; продан в 1738 году. В 1948 году владельцы передали его агентству «Историческая Шотландия». |
| Замок Хантли (англ. Huntly Castle)                | рыцарская башня           | XV в.          | руины               |             | Агентство «Историческая Шотландия»     | Первый замок на этом месте был построен графом Файф ок. 1190 года. Был во владении клана Гордон в 1314—1923 годах. |
| Замок Инчдрюэр (англ. Inchdrewer Castle)          | рыцарская башня           | XVI в.         | руины               |             | частная собственность                  | Замок осаждали во время Восстания якобитов 1745 года. С 1836 был заброшен и пришёл в упадок. |
| Замок Инвераллохи (англ. Inverallochy Castle)     | четырёхугольный замок     | XIII в.        | руины               |             |                                        | Построен кланом Комин. |
| Замок Инверколд (англ. Invercauld Castle)         | стиль шотландских баронов | XVIII в.       | перестроен          |             | частная собственность                  | Клан Фаркуарсон построил рыцарскую башню в XVI веке; она была реконструирована в XVIII веке, а затем перестроена в 1875 году в стиле шотландских баронов.                                                                      |
| Замок Инвери (англ. Inverey Castle)               | рыцарская башня           | XVII в.        | руины               |             |                                        | Построен кланом Фаркуарсон; сгорел в 1689 году. |
| Замок Инверуги (англ. Inverugie Castle)           | мотт и бейли              | XII в.         | руины               |             |                                        | Сохранившиеся руины датируются 1660 годом. До 1820 года замок поддерживался в отличном состояние, затем пришёл в упадок. |
| Замок Килдрамми (англ. Kildrummy Castle)          | замок с крепостной стеной | XIII в.        | руины               |             | Агентство «Историческая Шотландия»     | Родовой замок графов Мар; им владел клан Элфинстоун и клан Эрскин. В 1951 году замок передан государству. |
| Замок Кинкардин (англ. Kincardine Castle)         | стиль шотландских баронов | 1896           | сохранился          |             | частная собственность                  | Включает более раннее здание 1780 года. |
| Замок Киндроксит (англ. Kindrochit Castle)        | крепость                  | XIV в.         | руины               |             |                                        | Первая крепость на этом месте основана Малькольмом III в 1059 году. |
| Замок Киннэрд (англ. Kinnaird Castle)             | рыцарская башня           | 1570           | перестроен          |             | Northern Lighthouse Board              | Построен кланом Фрейзер. В XIX веке переделан в маяк; ныне музей шотландских маяков. |
| Замок Киннэрди (англ. Kinnairdy Castle)           | рыцарская башня           | XIV в.         | сохранился          |             | Клан Иннс                              | Построен кланом Иннс, расширен в конце XVI века. Продан 1629 году, но в 1923 году Иннсы выкупили его обратно и отреставрировали.                                                                                               |
| Замок Кинорд (англ. Kinord Castle)                | рыцарская башня           | XIV в.         | фрагментарные руины |             |                                        | Разрушен в 1648 году по приказу Парламента. Также известен как замок Лох-Кинорд. |
| Замок Нок (англ. Knock Castle)                    | рыцарская башня           | ок. 1600       | руины               |             | Агентство «Историческая Шотландия»     | Построен кланом Гордон. Предыдущий замок XII века разрушен кланом Хаттан в 1590 году. |
| Замок Нокхолл (англ. Knockhall Castle)            | рыцарская башня           | 1565           | руины               |             |                                        | Построен лордом Синклер, в 1734 году сгорел. |
| Замок Лористон (англ. Lauriston Castle)           | четырёхугольный замок     | XIII в.        | перестроен          |             | частная собственность                  | В XVI веке встроен в особняк, который в свою очередь встроен в георгианское поместье в 1765—1789 годах. |
| Замок Лесли (англ. Leslie Castle)                 | четырёхугольный замок     | ок. 1661       | сохранился          |             | частная собственность                  | Построен на месте замка XIV века по типу мотт и бейли. С 1820 года необитаем и пришёл в упадок; отреставрирован в 1989 году. Гостиница с 2018 года.                                                                            |
| Замок Лесмойр (англ. Lesmoir Castle)              | четырёхугольный замок     | XVI в.         | фрагментарные руины |             |                                        | В XVI веке принадлежал клану Гордон; приобретён кланом Грант в 1759 году и снесён. |
| Замок Лонмей (англ. Lonmay Castle)                | мотт и бейли              | XIII в.        | не сохранился       |             |                                        | Построен кланом Фрейзер. |
| Замок Махоллс (англ. Muchalls Castle)             | рыцарская башня           | XIII в.        | перестроен          |             | Клан Барнетт                           | В XVII веке рыцарская башня встроена в четырёхэтажный замок. |
| Замок Неви (англ. Castle Newe)                    | особняк в виде замка      | 1831           | не сохранился       |             |                                        | Включал рыцарскую башню 1604 года. Снесён в 1927 году. |
| Замок Парк (англ. Castle of Park)                 | стиль шотландских баронов | 1563           | сохранился          |             | частная собственность                  | Построен на основе рыцарской башни 1292 года; расширялся в 1723 и 1829 годах. |
| Замок Питслайго (англ. Pitsligo Castle)           | крепость                  | 1424           | руины               |             |                                        | Отремонтирован в 1570-х годах кланом Форбс; в 1845 году разграблен и разрушен фламандцами Уилльяма Ласеллса, констебля Бродси.                                                                                                 |
| Замок Питтули (англ. Pittulie Castle)             | рыцарская башня           | ок. 1596       | руины               |             |                                        | Построен для Александра Фрейзера и Маргарет Абернети; в результате этого брака Фрейзеры унаследовали титул лорда Салтон. Заброшен в XVIII веке и пришёл в упадок.                                                              |
| Замок Раттрей (англ. Castle of Rattray)           | мотт и бейли              | XII в.         | не сохранился       |             |                                        | В начале XIII века реконструирован Уильямом Коминым, лордом Баденох. Разрушен в 1308 году Робертом Брюсом. |
| Замок Равенскрейг (англ. Ravenscraig Castle)      | рыцарская башня           | ок. 1491       | руины               |             |                                        | Скорее всего замок посещал король Яков VI Шотландский в 1589 году. |
| Замок Слэйнс (англ. Slains Castle)                | рыцарская башня           | 1597           | руины               |             | частная собственность                  | Рядом находятся руины старого замка Слэйнс, построенного Джоном Коминым в XIII веке; он был разрушен в 1594 году. Новый замок построен Фрэнсисом Хэем, 9-м графом Эррол, и перестроен в 1837 году в стиле шотландских баронов. |
| Замок Терперси (англ. Terpersie Castle)           | рыцарская башня           | 1561           | восстановлен        |             | частная собственность                  | Построен кланом Гордон. Разграблен и сожжён Уильямом Бейли в 1645 году; восстановлен в 1665 году. Заброшен в 1885 году и пришёл в упадок; реконструирован в 1980-х годах.                                                      |
| Замок Толкахон (англ. Tolquhon Castle)            | четырёхугольный замок     | 1589           | руины               |             | Агентство «Историческая Шотландия»     | Построен кланом Форбс. Использовался до 1718 года, после чего пришёл в упадок. |
| Замок Удни (англ. Udny Castle)                    | рыцарская башня           | начало XV в.   | сохранился          |             | частная собственность                  | Построен кланом Удни. В 1874—1875 годах был добавлен особняк в стиле шотландских баронов, который снесли в 1960-х годах. |
| Замок Уэстхолл (англ. Westhall Castle)            | рыцарская башня           | XVI в.         | сохранился          |             | частная собственность                  | Значительно расширен в XVII и XIX веках. |